# ديك مارلو
ديك مارلو (بالإنجليزية: Dick Marlowe)‏ هو لاعب كرة قاعدة أمريكي، ولد في 27 يونيو 1929 في هيكري في الولايات المتحدة، وتوفي في 30 ديسمبر 1968 في توليدو في الولايات المتحدة بسبب سرطان.

## وصلات خارجية
- ديك مارلو على موقع دوري كرة القاعدة الرئيسي (الإنجليزية)
- ديك مارلو على موقعبيزبول رفرنس.كوم (الدوري الرئيسي) (الإنجليزية)
- ديك مارلو على موقعبيزبول رفرنس.كوم (الدوري الثانوي) (الإنجليزية)
- ديك مارلو على موقع إي إس بي إن.كوم (أم.أل.بي) (الإنجليزية)
- ديك مارلو على موقع مشجعي الرسوم البيانية (الإنجليزية)